# Павел Микетин
Павел Ян Микетін (пол. Paweł Jan Mykietyn; нар. 20 травня 1971, Олава) — польський композитор і кларнетист.

## Біографія
Павел Микетін закінчив музичну композицію під керівництвом Володимира Котонського в Музичній академії імені Фридеріка Шопена у Варшаві в 1997 році. Брав участь у літніх курсах композиції в Казімєжі Дольному (1991, 1992, 1993) та Тижні музики Гаудеамуса в Амстердамі (1992). У віці 22 років він дебютував на фестивалі «Варшавська осінь» з твором « Ла Страда». У 1994 році, як кларнетист, виграв другий конкурс музики молодих композиторів ХХ століття, організований Польським товариством сучасної музики. У 1995 році його композиція «3 за 13» на замовлення Польського радіо була першою в категорії до 30 років на трибуні міжнародних композиторів ЮНЕСКО в Парижі .

## Творчість
Микетін — засновник ансамблю «Нонстоп» та кларнетист, який спеціалізується на виконанні сучасної музики. З 1996 року він пише музику для більшості творів Кшиштофа Варліковського.
До 2012 року Микетін написав дві симфонії: віолончель, фортепіано та скрипку, «Страсті св. Марка» для сопрано, оповідача, хору та оркестру, деякі камерні музичні та музичні фільми «Кінг Лір». Як композитор фільму співпрацював з Анджеєм Вайдою у фільмі «Солодка лихоманка» (2009), Єжи Сколімовським у « Істотному вбивстві» та Малгожатою Шумовською в « It».

## Відзнаки
У 2011 році Павел Микетін був удостоєний Лицарського хреста Ордена Polonia Restituta за видатний внесок у національну культуру та пропаганду польського мистецтва у світі. У 2012 році йому було присуджено премію «Musique Sacem France» за музику до фільму «Суттєве вбивство» Єжи Сколімовського.

## Основні твори
- У Радека (1993)
- 3 за 13 (1994) — перша премія в категорії молодих композиторів під час Міжнародного конкурсу композиторів ЮНЕСКО в Парижі в 1995 році на замовлення Польського радіо
- Епіфора (1996) — перша премія в категорії молодих композиторів на 4-й Міжнародному конкурсі електроакустичної музики ЮНЕСКО в Амстердамі на замовлення Польського радіо
- Фортепіанний концерт (1997)
- Сонети Шекспіра (2000)
- Klave (2004)
- Стати прекрасним (nieadnienie) (2004)
- Друга симфонія (2007)
- Пристрасть Святого Марка (2008)
- Третя симфонія (2011)
- Король Лір (2012)
- Валенса. Людина надії (2013)
- Інше ягня (2019)